# Aeroporto de Gazipaşa-Alanya
O Aeroporto de Gazipaşa-Alanya (em turco: Gazipaşa-Alanya Havaalanı), também conhecido como Aeroporto de Gazipaşa e Aeroporto de Antália-Gazipaşa (IATA: GZP, ICAO: LTFG), é um aeroporto do sul da Turquia, situado na parte oriental da província de Antália, nos arredores da cidade de Gazipaşa, a pouco mais de 30 minutos por estrada de Alanya.
Apesar da sua construção ter sido concluída em 1999, a sua entrada em funcionamento foi protelada várias vezes e, à parte um ou outro voo esporádico, só em julho de 2010 é que foram iniciados os primeiros voos comerciais domésticos — uma ligação diária a Istambul da companhia Bora Jet. Os primeiros voos internacionais estão previstos para o período estival de 2011.
O aeroporto foi planeado para uma capacidade de 500 000 passageiros anualmente, tem um terminal com 2 144 m² de superfície e um parque de estacionamento com capacidade para 105 automóveis. O aeroporto é operado pela empresa privada Tepe Akfen Ventures Airports Holding (TAV), a qual ganhou um concurso em 2007. A TAV tem um contrato de exploração com o governo turco com a duração de 25 anos, pagando 50 000 US$ e 65% dos lucros.
A primeira data avançada para a abertura do aeroporto após a entrega da concessão à TAV foi meados de 2008, esperando-se que estivesse completamente operacional na época turística do verão de 2009. Espera-se que entrada em funcionamento do aeroporto possa trazer muitas vantagens para o turismo da região, pois fica mais próximo da maior parte dos alojamentos turísticos da região, concentrados sobretudo a oeste de Alanya do que o aeroporto de Antália (IATA: AYT). Um dos setores que se espera vir a ser muito beneficiado com o aeroporto é o da venda de imóveis a estrangeiros . Além de Alanya, o aeroporto servirá ainda as cidades desde Manavgat e Sida, a oeste, até Anamur, a leste.
Segundo alguns, em Alanya há quem defenda que o nome oficial do aeroporto deveria incluir o nome dessa cidade, pois Gazipaşa é praticamente desconhecida no estrangeiro, pois comparativamente com Alanya praticamente não tem turismo. Oficialmente, nem o Ministério do Turismo da Turquia nem a TAV se manifestaram sobre o assunto.